# Colibri des Bahamas
Nesophlox evelynae
Espèce
Statut de conservation UICN

 LC  : Préoccupation mineure
Statut CITES
Le Colibri des Bahamas (Nesophlox evelynae) est une espèce de colibri de la famille des Trochilidae.

## Distribution
Cet oiseau est endémique des Bahamas.

Carte de répartition de l'espèce

## Sous-espèces

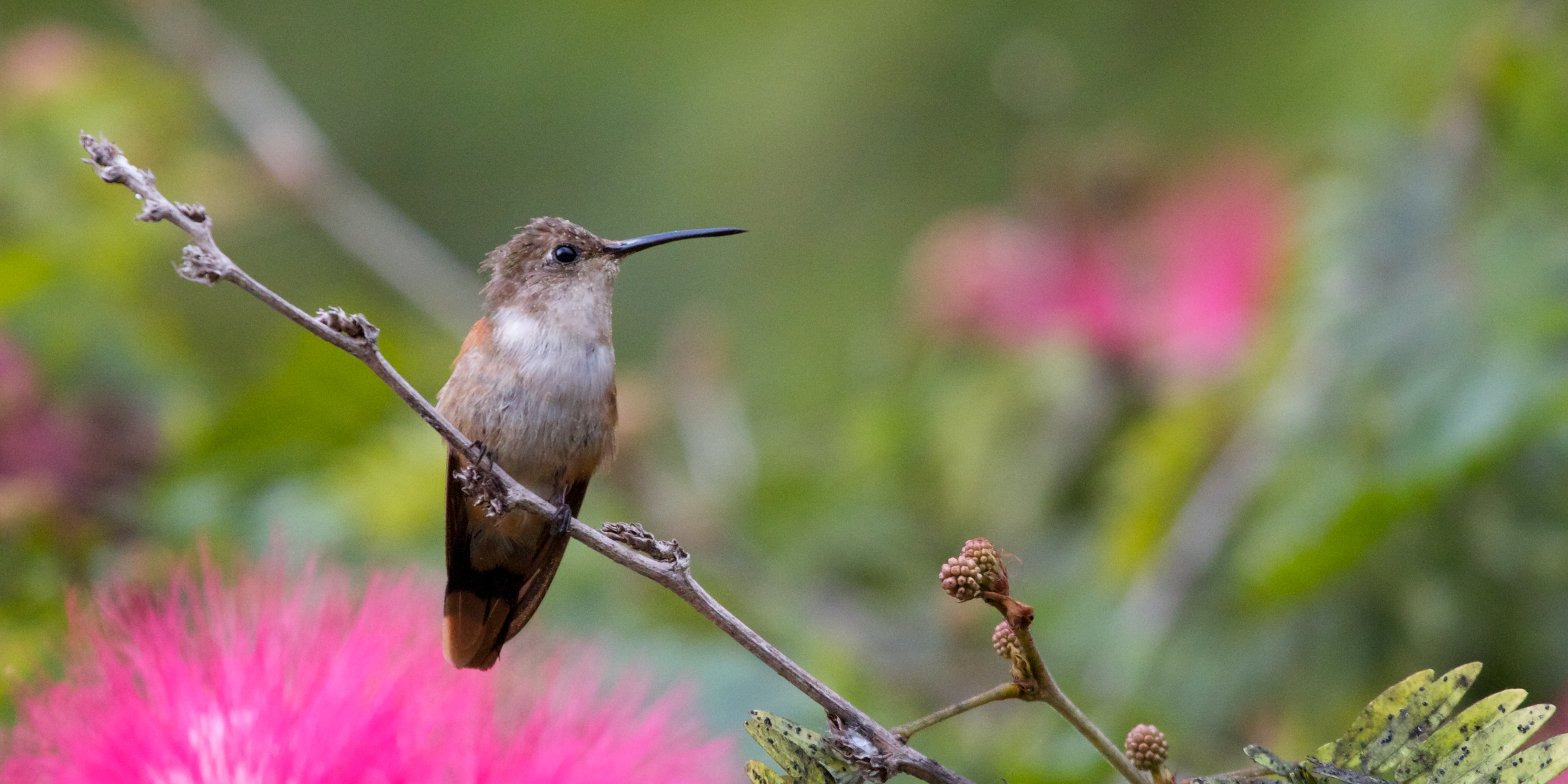
Une femelle

D'après Alan P. Peterson, cette espèce est constituée des deux sous-espèces suivantes :
- Calliphlox evelynae evelynae (Bourcier, 1847) ;
- Calliphlox evelynae lyrura (Gould, 1869).

## Référence
- Bourcier, 1847 : Description de quinze espèces de Trochilidées du cabinet de M. Loddiges. Proceedings of the Zoological Society of London, vol. 15, p. 42–47.